# CV-222
CV-222 (Bechí - Burriana, en valenciano y oficialmente Betxí - Borriana), carretera valenciana que comunica la autovía CV-10 a la altura de Bechí con la CV-18 a su paso por Burriana.

## Nomenclatura
La carretera CV-222 pertenece a la red de carreteras de la Generalidad Valenciana. Su nombre está formado por las iniciales CV, que indica que es una carretera autonómica de la Comunidad Valenciana, y el dígito 222 es el número que recibe según el orden de nomenclaturas de las carreteras de la CV.

## Recorrido
| Velocidad | Esquema                                  | Esquema                         | Esquema                         | Notas                          |  |
| --------- | ---------------------------------------- | ------------------------------- | ------------------------------- | ------------------------------ |  |
|           | Bechí                                    |                                 |                                 |                                |  |
|           | CV-10 A-7 Almenara Valencia              | [[ File:Autopista o autovia.png | 50px]]                          | CV-10 Castellón Puebla Tornesa |  |
|           | Comienzo de la carretera CV-222 Km 0     |                                 | Fin de la carretera CV-222 Km 0 |                                |  |
|           | E-15 AP-7 Valencia Barcelona             |                                 | polígono industrial             |                                |  |
|           | N-340 Nules Valencia                     |                                 | N-340 Villarreal Castellón      |                                |  |
|           | Alquerías del N.P. C/ 25 de junio        |                                 |                                 |                                |  |
|           | Alquerías del N.P. C/ Cura Juan Miralles |                                 |                                 |                                |  |
|           | Alquerías del N.P. C/ José Iturbi        |                                 |                                 |                                |  |
|           | FFCC Burriana-Alquerías N.P.             |                                 |                                 |                                |  |
|           | Fin de la carretera CV-222               |                                 | Comienzo de la carretera CV-222 |                                |  |
|           | CV-18 Nules                              |                                 | CV-18 Almazora Castellón        |                                |  |
|           | Burriana                                 |                                 |                                 |                                |  |

- Datos: Q8254166